# Randolph Nesse
Randolph Martin Nesse (ur. 1948) – amerykański lekarz, propagator medycyny ewolucyjnej.
Profesor psychologii i psychiatrii na Uniwersytecie Michigan. W pracy zawodowej zajmuje się badaniami nad ewolucją różnych emocji, tj. nad ich pochodzeniem i biologiczną funkcją. W szczególności bada psychologiczne aspekty żałoby po utracie bliskich i wpływ występujących wówczas nastrojów w szczególności depresji na wybór celów. Interesują go też sytuacje kiedy cel nie został osiągnięty. Zajmuje się neuroendokrynologią i społecznymi przyczynami powstawania stresu. Ponadto jest znany z propagowania medycyny darwinowskiej (ewolucyjnej).

## Kariera zawodowa
Tytuł B.A. uzyskał na Carleton College w roku 1970, a stopień doktora medycyny (M.D.) w roku 1974 na Uniwersytecie Michigan, z którym jest związany przez całą karierę. W 1975 r. uzyskał dyplom American Board of Medical Examiners, a w 1979 roku certyfikat psychiatrii American Board of Psychiatry and Neurology. Ma licencję medyczną stanu Michigan. Stanowisko Assistant Professor w zakresie psychiatrii na rodzimym uniwersytecie uzyskał w 1979 r., stanowisko Associate Professor w tej samej dziedzinie w 1985 r. W 1993 r. uzyskał stanowisko profesora psychiatrii, a w 2001 r. profesora psychologii. Pełnił również funkcje kierownika projektów naukowych oraz był profesorem wizytującym na innych uczelniach. 
Autor lub współautor ok. 200 publikacji naukowych. Wśród nich, jedną z bardziej znanych, jest książka napisana wraz z George'em Williamsem Why We Get Sick: The New Science of Darwinian Medicine, 1995. Prowadzi blog The Skeptical Adaptationist.

## Członkostwo
- Human Behavior and Evolution Society (przewodniczący 1990–1991, członek zarządu i komitetu redakcyjnego 1992–2005)
- World Federation of Societies of Biological Psychiatry
- American Psychosomatic Society
- American Psychiatric Association
- Michigan Psychiatric Association
- Animal Behavior Society
- Anxiety Disorders Association of America
- International Society for Behavioral Ecology
- International Society for Human Ethology
- European Sociobiological Society
- Society for the Study of Evolution
- International Society for Affective Disorders